# Aleksandrina Cermanović Kuzmanović
Aleksandrina Cermanović-Kuzmanović (1928 — 2001) bila je srpska i jugoslovenska univerzitetska profesorka i arheolog. Bila je profesor arheologije na Filozofskom fakultetu u Beogradu i šef katedre za Klasičnu arheologiju.

## Biografija
Rođena je u Beogradu, gde se i školovala. Na Filozofskom fakultetu je diplomirala 1951, a doktorirala 1961. godine sa tezom „Trački konjanik u kulturi balkanskih naroda“. Bila je redovni profesor od 1978. i upravnik Centra za arheološka istraživanja Filozofskog Fakulteta u periodu od 1984. do 1987. godine.
Autor je mnogih knjiga i naučnih radova od kojih su najpoznatiji: „Grčke slikane vaze“, „Rimsko staklo“, sigurno je jedno od njenih najpopolarnijih dela, napisano u saradnji sa profesorom Dragoslavom Srejovićem, „Rečnik grčke i rimske mitologije“, kao i „Rečnik mitova drevne Evrope“.
Plod njenog rada na klasičnoj arheologiji Jugoslavije je niz značajnih arheoloških lokaliteta kao što su: antička Duklja, Komini, Kolovrat i drugi.
Istraživala je rimska utvrđenja u Tekiji i Mihajlovacu u Đerdapu u periodu od 1969. do 1981. godine.

## Literatura
- „Ko je ko u Srbiji“, Bibliofon - Who is Who, Beograd 1995.

## Spoljašnje veze
- Materijal sa lokaliteta Kolovrat
- [мртва веза]